# Erwin Ross

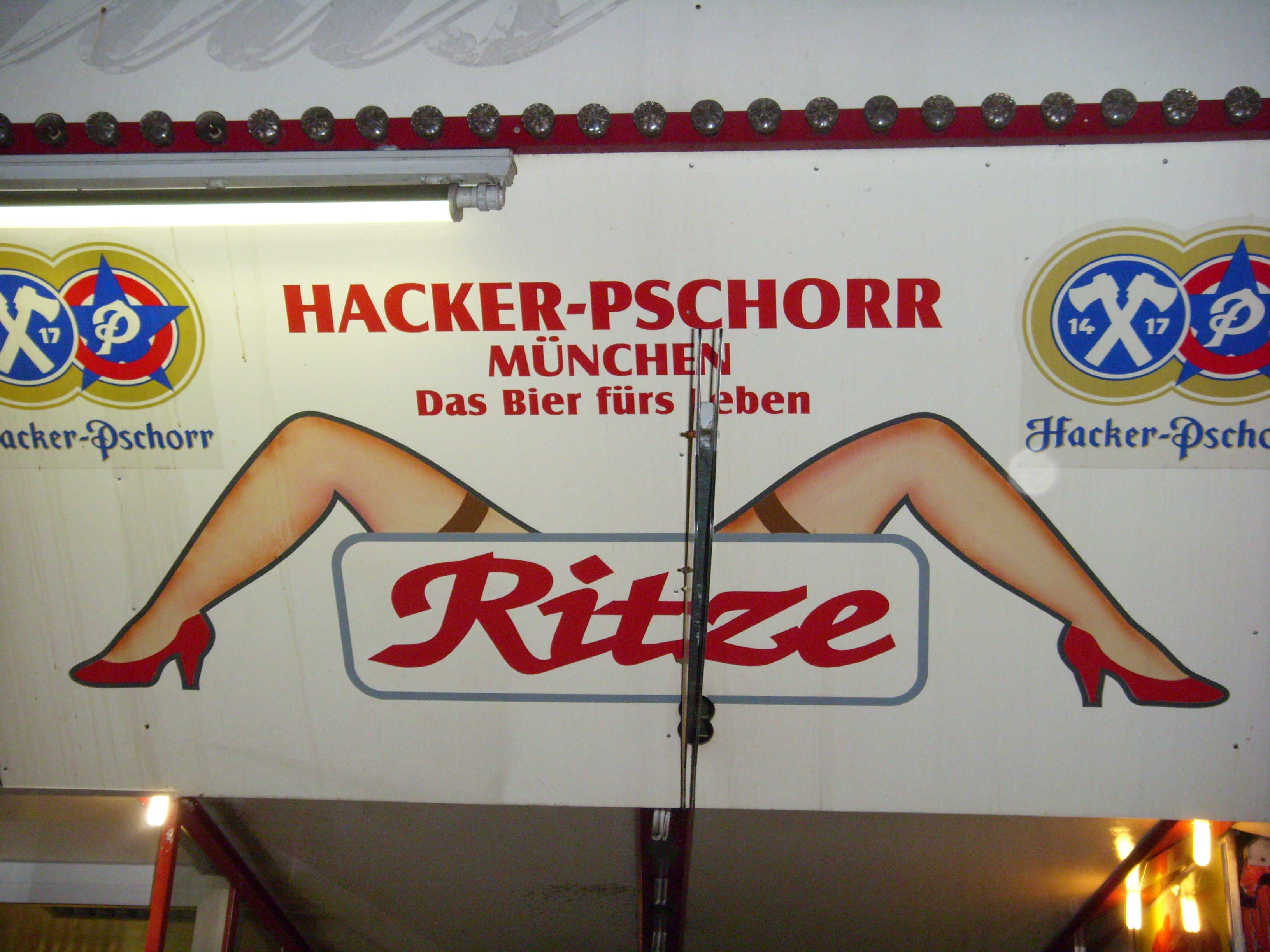

Erwin Ross (* 24. Oktober 1926 in Wriezen; † 12. Februar 2010 in Hamburg-Altona) war ein deutscher Maler. Er gilt als Nachkriegspionier der erotischen Plakatmalerei.
Ross wurde durch seine Werke der Pin-up-Malerei, die sich an den Wänden der Häuser auf der Reeperbahn befinden, bekannt. Das wohl bekannteste Werk sind die gespreizten Frauenbeine am Eingang der Kneipe „Zur Ritze“. Dieses Motiv wurde seither millionenfach auf Postkarten abgedruckt. Außerdem schuf Ross das Skyline-Bühnenbild im „Star-Club“ und gestaltete den Nachtklub „Kolibri“.

## Biografie

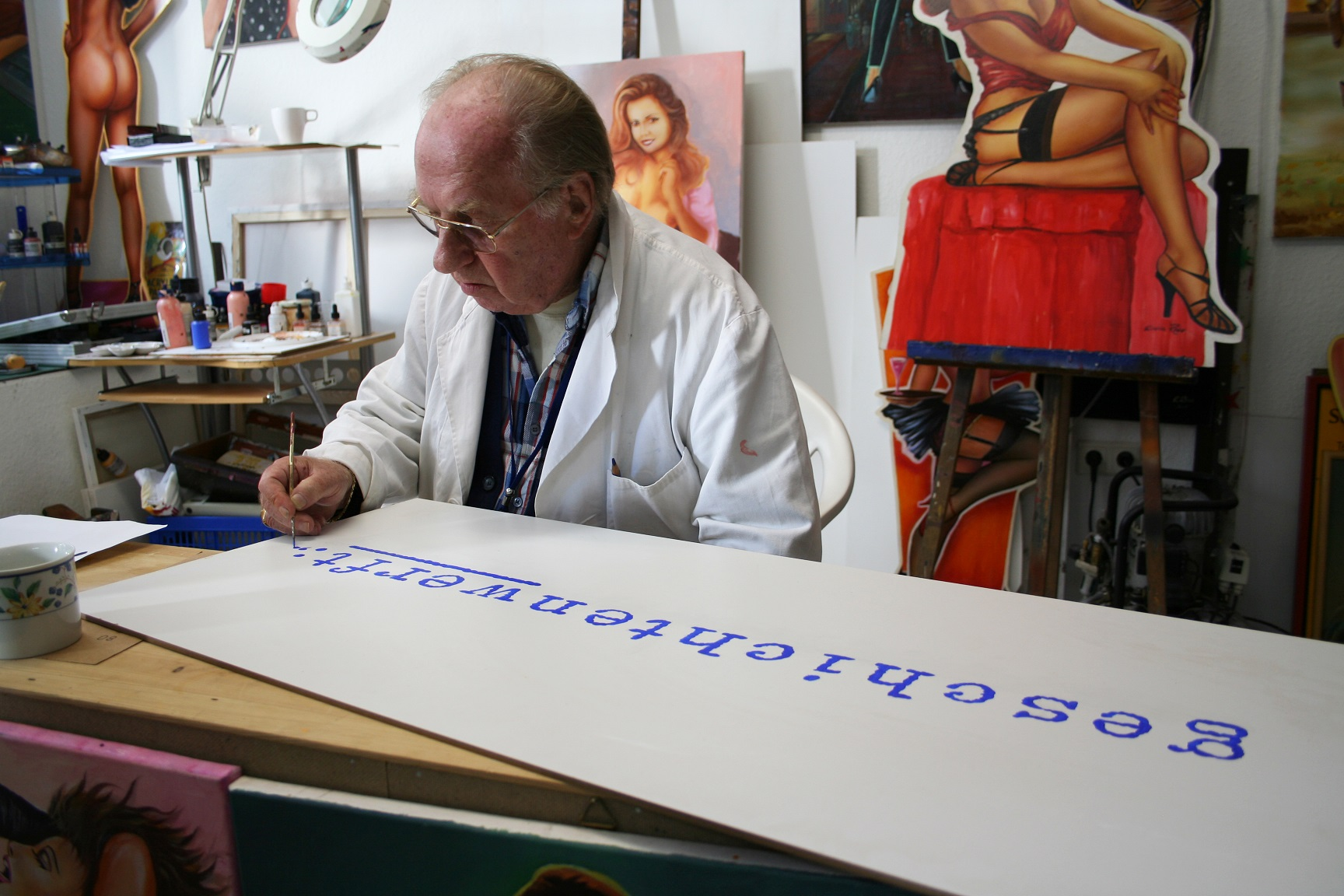
Erwin Ross in seinem Atelier in Hamburg-St. Pauli, 2005

Dem Volks- und Hauptschulbesuch in Wriezen folgten 1941 eine Lehre als Autoschlosser und im Februar 1944 der Reichsarbeitsdienst. Die Militärzeit brachte ihn als Panzerjäger nach Spremberg; nach Italien schickte man ihn an die Front, wo Erwin Ross noch 1944 in San Marino in englische Kriegsgefangenschaft geriet. In ein Lager nach Ägypten verschifft, fertigte der 18-Jährige in seinem Tagebuch erste Bleistiftskizzen und malte große Wüstenlandschaften für die Lagerleitung. Sein Talent fiel auf; britische Offiziere beauftragten den Jüngling, Bildnisse ihrer Frauen auf Pappen zu pinseln.
Erwin Ross begann seine Karriere im Jahr 1948. Er malte Plakate oder Porträts für Veranstaltungen und die SED. Seine Plakate und Bilder wurden der Parteiführung aber bald zu erotisch. Im Jahr 1955 zog er deshalb nach Hamburg und arbeitete dort als Hafenarbeiter und Plakatmaler.
In der Hamburger Morgenpost entdeckte er schließlich eine Annonce der „Tabu“-Bar auf der Großen Freiheit. Ross war ein talentierter Innenausstatter; für eine Mark in der Stunde fing er an und plante und zimmerte die komplette Inneneinrichtung. 1956 erlebte das Lokal die erste Striptease-Show Deutschlands. Noch 1956 mietete er einen ehemaligen Fleischerladen als Atelier an und arbeitete, unterstützt von Assistenten, als Raumgestalter und Dekorateur. Ein Künstler wollte Ross nie sein, sein Motto lautete: „Alles was kommt, wird gemacht!“
Als 1962 der Star-Club eröffnet wurde, hatte Erwin Ross das Bühnenbild gemalt, die Skyline von New York. Für wenige Jahre wurde Hamburg zum Mekka der Beat- und Rockkultur, in der Hansestadt entstand ein neuer Musikstil, der weltweit die populäre Kultur prägte. Ross lieferte alles, was Manfred Weißleder, der Star-Club-Impresario, für seinen Musikclub brauchte. Er bemalte auch die Bassdrum der Rattles mit deren Namenszug. Nur eine sich hartnäckig haltende Story aus dieser Zeit gehört ins Reich der Märchen, dass nämlich Erwin Ross 1962 dem Schlagzeuger der Beatles das ikonische Beatles-„Drop T Logo“ auf die Bassdrum pinselte und Ringo Starr ihm noch zehn Mark schuldete. Den berühmten Schriftzug nämlich erfand Ivor Arbiter, Besitzer eines Musikaliengeschäfts in London, nachweislich erst 1963.
Die bedeutende Zeit von Erwin Ross begann Ende der 1960er-Jahre. Er wurde Kunstmaler und Innenausstatter. Mit seinen für die damalige Zeit sehr erotischen Darstellungen erregte er große Aufmerksamkeit. Sein Stil prägte signifikant das Straßenbild des Hamburger Kiez. Er orientierte sich an US-amerikanischen Malern wie Alberto Vargas, George Petty oder Mel Ramos. Er wird in Hamburg auch der „Rubens von der Reeperbahn“ genannt. Nicht zuletzt der Freundschaft mit Günter Zint verdankt Erwin Ross seine überregionale Bekanntheit. Zint hatte sein Werk seit 1965 auf zahllosen Fotos und in Büchern verewigt und war der erste, der die Pin-ups 1990 in seinem Sankt-Pauli-Museum zeigte. Ross wurde zwar mit seinen Aktgemälden bekannt, aber er malte auch Bilder mit anderen Motiven für viele Bars auf dem Kiez. Etwa für Chong Tin Lam, der 1938 die „Hongkong-Bar“, ein Überbleibsel des Hamburger Chinesenviertels, eröffnet hatte. Das Gemälde von Ross zeigt eine Szene aus der Heimat Tin Lams und hängt noch heute in der Bar.